# Ньюби, Перси Ховард
Пе́рси Хо́вард Нью́би (англ. Percy Howard Newby; 1918, Кроуборо — 1997, Гарсингтон) — британский писатель, литературный критик, журналист, первый лауреат Букеровской премии (1969). Лауреат Литературной премии Сомерсета Моэма в 1948 году. Командор ордена Британской империи (CBE).

## Биография
Перси Ховард Ньюби родился 25 июня 1918 года в Сассексе, Великобритания. После службы в армии он некоторое время преподавал в университете Каира. В 1948 году занял пост администратора на радио. С 1945 года и до конца жизни Ньюби регулярно публиковался. Важное место в его творчестве занимали колониалистские мотивы. Наиболее известное произведение писателя — роман «За это придётся ответить» (1968), ставший в 1969 году первым обладателем Букеровской премии.